# Bronisław Huberman
Bronisław Huberman (ur. 19 grudnia 1882 w Częstochowie, zm. 16 czerwca 1947 w Corsier-sur-Vevey) – polski skrzypek i pedagog żydowskiego pochodzenia. Należy do grona najwybitniejszych polskich skrzypków XX wieku.

## Życiorys
Był synem zasymilowanych Żydów Jankiela (Jakuba) i Etli (Aleksandry) z domu Goldman (ur. 1863 we Włodawie). Naukę gry na skrzypcach rozpoczął pod kierunkiem M. Michałowicza i J. Rozena. Szybko zyskał opinię „cudownego dziecka” i rozpoczął błyskotliwą karierę. W 1892 r. podjął naukę gry na skrzypcach w Berlinie, pod kierunkiem światowej sławy pedagoga i skrzypka, Józefa Joachima. Już wtedy koncertował m.in. w Wiedniu, a rok później w Niemczech, Holandii, Belgii i Francji. Od swojego protektora i opiekuna, Jana hr. Zamoyskiego otrzymał skrzypce Gibson wykonane przez Stradivariusa. 
W 1896 r. Huberman wykonał w Wiedniu koncert Brahmsa w obecności kompozytora. Rok później, po zagraniu serii koncertów w Europie, wyjechał do USA. Wkrótce stał się jednym z najbardziej znanych wirtuozów skrzypiec. Podejmował współpracę artystyczną m.in. z wiolonczelistą Pablo Casalsem i pianistą Ignacym Friedmanem. Wspólnie wykonali w 1927 r. komplet triów L. van Beethovena w ramach obchodów 100-lecia śmierci tego kompozytora. 
Huberman był inicjatorem powołania Israel Philharmonic Orchestra w Tel Awiwie. Był także propagatorem idei Zjednoczonej Europy. Wygłaszał na ten temat odczyty i publikował artykuły. Zajmował się także działalnością pedagogiczną. Jego uczennicą była m.in. Irena Dubiska. Prowadził klasę mistrzowską w Akademie für Musik w Wiedniu.
Hubermanowi skradziono w roku 1936 skrzypce Stradivariusa Gibson ex Huberman z roku 1713 z garderoby artystów nowojorskiej Carnegie Hall. Złodziej, z zawodu wędrowny muzyk, zachował skradzione skrzypce do końca życia i dopiero na łożu śmierci przyznał się żonie do kradzieży. Skrzypce nabył w roku 2001 amerykański skrzypek Joshua Bell.

## Rodzina
Jego żoną od 1910 była aktorka Elza Małgorzata Galafres (1879–1977), z którą miał syna Jana Bronisława (ur. 1911 w Wiedniu), oboje wyznania ewangelicko-reformowanego.

## Ordery i odznaczenia
- Krzyż Oficerski Orderu Odrodzenia Polski (28 kwietnia 1926)[3][4]
- Kawaler Orderu Legii Honorowej (Francja)[5]

## Upamiętnienie
W Częstochowie odbywa się Międzynarodowy Festiwal Wiolinistyczny im. Bronisława Hubermana.
Jego imieniem jest również nazwana Filharmonia Częstochowska.